# Депортес Овалье
«Депортес Овалье» (исп. Club de Deportes Ovalle) — чилийский футбольный клуб из города Овалье. 
Клуб был основан в 1963 году.
«Депортес Овалье» играл свои домашние матчи на стадионе АФАО в Овалье, вмещающем 800 зрителей.

## Достижения
- Терсера Дивисьон: 1

1993

## Клубные факты
- Сезонов в Примере: 2 (1976-1977)
- Сезонов в Примере B: 37 (1963-1967, 1970-1975, 1978-1991, 1994-2005)
- Сезонов в Терсере Дивисьон: 9 (1992-1993, 2006-2012)